# Монтроуз-Гент (Огайо)
Монтроуз-Гент (англ. Montrose-Ghent) — переписна місцевість (CDP) в США, в окрузі Самміт штату Огайо. Населення — 5254 особи (2020).

## Географія
Монтроуз-Гент розташований за координатами 41°9′24″ пн. ш. 81°38′37″ зх. д. / 41.15667° пн. ш. 81.64361° зх. д. (41.156745, -81.643621).  За даними Бюро перепису населення США в 2010 році переписна місцевість мала площу 24,64 км², з яких 24,41 км² — суходіл та 0,24 км² — водойми.

## Демографія
Згідно з переписом 2010 року, у переписній місцевості мешкало 5177 осіб у 2076 домогосподарствах у складі 1576 родин. Густота населення становила 210 осіб/км².  Було 2233 помешкання (91/км²).
Расовий склад населення:
| - 94,4 % — білих - 2,7 % — азіатів - 1,6 % — чорних або афроамериканців - 0,1 % — корінних американців |

До двох чи більше рас належало 1,0 %. Частка іспаномовних становила 0,9 % від усіх жителів.
За віковим діапазоном населення розподілялося таким чином: 20,7 % — особи молодші 18 років, 58,3 % — особи у віці 18—64 років, 21,0 % — особи у віці 65 років та старші. Медіана віку мешканця становила 50,0 року. На 100 осіб жіночої статі у переписній місцевості припадало 98,5 чоловіків;  на 100 жінок у віці від 18 років та старших — 96,6 чоловіків також старших 18 років.
Середній дохід на одне домашнє господарство  становив 155 939 доларів США (медіана — 102 239), а середній дохід на одну сім'ю — 188 904 долари (медіана — 128 674). За межею бідності перебувало 4,6 % осіб, у тому числі 4,6 % дітей у віці до 18 років та 3,9 % осіб у віці 65 років та старших.
Цивільне працевлаштоване населення становило 2107 осіб. Основні галузі зайнятості: освіта, охорона здоров'я та соціальна допомога — 30,8 %, науковці, спеціалісти, менеджери — 12,1 %, фінанси, страхування та нерухомість — 12,1 %.